# Шорт-трек на зимових Азійських іграх 1990
Змагання з шорт-треку на зимових Азійських Іграх 1990 проводилися в Саппоро (Японія) з 9 по 10 березня. Загалом було проведено 10 змагань — по п'ять для чоловіків та жінок. Також була додана ще одна категорія: естафета на 5000 м.

## Медалісти
Чоловіки
| Дисципліна       | Золото                                                       | Срібло                    | Бронза                        |
| ---------------- | ------------------------------------------------------------ | ------------------------- | ----------------------------- |
| 500 м            | Ванг Цянг Китай                                              | Кім Кі Хун Південна Корея | Ванг Цюендзюн Китай           |
| 1000 м           | Кім Кі Хун Південна Корея                                    | Рі Вон Хо Північна Корея  | Квон Йон Чхоль Південна Корея |
| 1500 м           | Кім Кі Хун Південна Корея                                    | Лі Чон Хо Південна Корея  | Кенічі Судзіо Японія          |
| 3000 м           | Суй Кавай Японія                                             | Лі Чон Хо Південна Корея  | Дзун Уємацу Японія            |
| 5000 м, естафета | Південна Корея Кім Кі Хун Квон Йон Чхоль Лі Чон Хо Мо Джі Су | Японія                    | Китай                         |

Жінки
| Дисципліна       | Золото                   | Срібло                                                      | Бронза                      |
| ---------------- | ------------------------ | ----------------------------------------------------------- | --------------------------- |
| 500 м            | Ванг Сьовлан Китай       | Чжан Янмей Китай                                            | Лі Єн Китай                 |
| 1000 м           | Ванг Сьовлан Китай       | Лі Хьон Чун Південна Корея                                  | Чун Лі Кьон Південна Корея  |
| 1500 м           | Кім Со Хі Південна Корея | Чжан Янмей Китай                                            | Лі Єн Китай                 |
| 3000 м           | Чжан Янмей Китай         | Кейко Асай Японія                                           | Рі Хьон Хвей Південна Корея |
| 3000 м, естафета | Китай Чжан Янмей         | Південна Корея Чун Лі Кьон Кім Со Хі Лі Хьон Чун Лі Йон Сук | Японія                      |

## Таблиця медалей
| Місце | Країна         | Золото | Срібло | Бронза | Загалом |
| ----- | -------------- | ------ | ------ | ------ | ------- |
| 1     | Китай          | 5      | 2      | 4      | 11      |
| 2     | Південна Корея | 4      | 5      | 2      | 11      |
| 3     | Японія         | 1      | 2      | 3      | 6       |
| 4     | Північна Корея | 0      | 1      | 1      | 2       |
| Разом | Разом          | 10     | 10     | 10     | 30      |

## Результати

### Чоловіки

#### 500 м
9 березня
| Місце | Атлет                     | Час   |
| ----- | ------------------------- | ----- |
| 1     | Ванг Цянг Китай           | 46.01 |
| 2     | Кім Кі Хун Південна Корея | 46.17 |
| 3     | Ванг Цюендзюн Китай       | 46.20 |

#### 1000 м
9 березня
| Місце | Атлет                         | Час     |
| ----- | ----------------------------- | ------- |
| 1     | Кім Кі Хун Південна Корея     | 1:43.26 |
| 2     | Рі Вон Хо Північна Корея      | 1:43.50 |
| 3     | Квон Йон Чхоль Південна Корея | 1:43.97 |

#### 1500 м
9 березня
| Місце | Атлет                     | Час     |
| ----- | ------------------------- | ------- |
| 1     | Кім Кі Хун Південна Корея | 2:33.50 |
| 2     | Лі Чон Хо Південна Корея  | 2:33.70 |
| 3     | Кенічі Судзіо Японія      | 2:35.84 |

#### 3000 м
9 березня
| Місце | Атлет                    | Час     |
| ----- | ------------------------ | ------- |
| 1     | Суй Кавай Японія         | 5:33.15 |
| 2     | Лі Чон Хо Південна Корея | 5:33.17 |
| 3     | Дзун Уємацу Японія       | 5:33.18 |

#### 5000м, естафета
10 березня
| Місце | Атлет                                                        | Час     |
| ----- | ------------------------------------------------------------ | ------- |
| 1     | Південна Корея Кім Кі Хун Квон Йон Чхоль Лі Чон Хо Мо Джі Су | 7:39.29 |
| 2     | Японія                                                       | 7:40.44 |
| 3     | Китай                                                        | 7:43.02 |

## Результати

### Жінки

#### 500 м
9 березня
| Місце | Атлет              | Час   |
| ----- | ------------------ | ----- |
| 1     | Ванг Сьовлан Китай | 48.80 |
| 2     | Чжан Янмей Китай   | 48.96 |
| 3     | Лі Єн Китай        | 55.45 |

#### 1000 м
9 березня
| Місце | Атлет                      | Час     |
| ----- | -------------------------- | ------- |
| 1     | Ванг Сьовлан Китай         | 1:49.36 |
| 2     | Лі Хьон Чун Південна Корея | 1:49.42 |
| 3     | Чун Лі Кьон Південна Корея | 1:49.55 |

#### 1500 м
9 березня
| Місце | Атлет                    | Час     |
| ----- | ------------------------ | ------- |
| 1     | Кім Со Хі Південна Корея | 2:40.23 |
| 2     | Чжан Янмей Китай         | 2:40.62 |
| 3     | Лі Єн Китай              | 2:42.86 |

#### 3000 м
9 березня
| Місце | Атлет                       | Час     |
| ----- | --------------------------- | ------- |
| 1     | Чжан Янмей Китай            | 6:40.38 |
| 2     | Кейко Асай Японія           | 6:40.46 |
| 3     | Рі Хьон Хвей Південна Корея | 6:41.95 |

#### 3000м, естафета
10 березня
| Місце | Атлет                                                      | Час     |
| ----- | ---------------------------------------------------------- | ------- |
| 1     | Китай Чжан Янмей                                           | 4:44.30 |
| 2     | Південна Корея Чун Лі Кьон Кім Со Хі Лі Хьон Чун Лі Юн Сук | 4:56.22 |
| 3     | Японія                                                     | 4:56.52 |